# Yves Lampaert

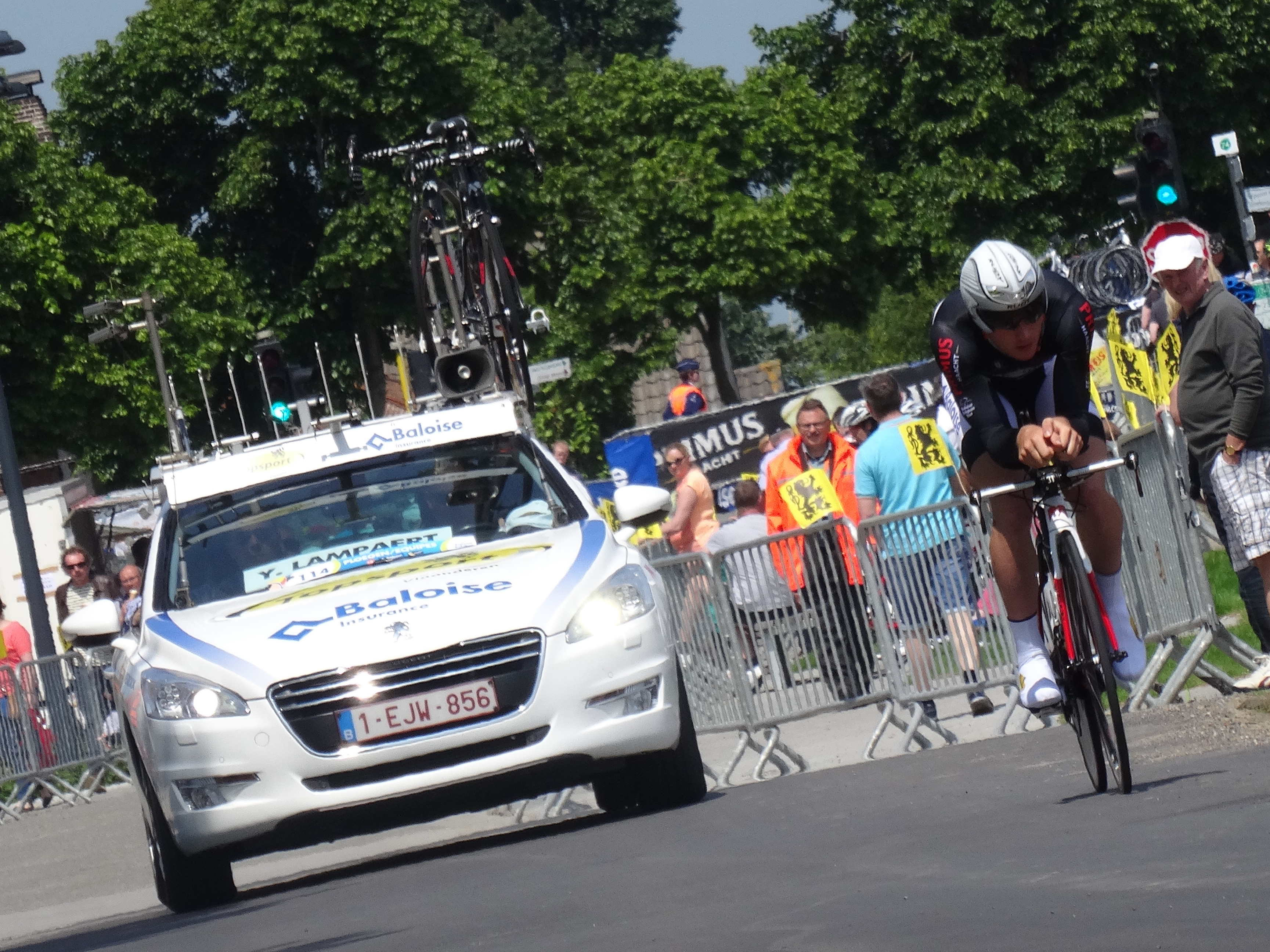
Yves Lampaert lors du contre-la-montre de la 3e étape du Tour de Belgique 2014 à Dixmude.

Yves Lampaert, né le 10 avril 1991 à Izegem, est un coureur cycliste belge. 
Il est notamment champion de Belgique du contre-la-montre en 2017 et 2021, champion de Belgique sur route en 2018, double champion du monde du contre-la-montre par équipes en 2016 et 2018. Il brille sur les classiques, avec des succès sur À travers les Flandres en 2017 et 2018 et les Trois Jours de Bruges-La Panne en 2020. Il a également remporté une étape du Tour d'Espagne et du Tour de France, où il a porté le maillot jaune pendant une journée.

## Biographie

### Débuts cyclistes et carrière chez les amateurs
Les parents d'Yves Lampaert sont agriculteurs et Yves Lampaert a étudié au lycée agricole de Roulers avec Frederik Backaert. Yves Lampaert est ceinture noire en judo. À l'adolescence, son cousin Stijn Neirynck et son oncle Pierre Lampaert l'incitent à faire du cyclisme.
En 2012, Yves Lampaert est membre de l'équipe EFC-Omega Pharma-Quick Step, réserve de l'équipe professionnelle Omega Pharma-Quick Step. Il est cette année-là champion de Belgique du contre-la-montre espoirs et deuxième de Paris-Roubaix espoirs derrière Bob Jungels.

### Carrière professionnelle
Il devient coureur professionnel en 2013 au sein de l'équipe Topsport Vlaanderen-Baloise, dont est membre son cousin Stijn Neirynck.
En 2015, il est recruté par l'équipe World Tour Etixx-Quick Step. Dès sa première année, il gagne le classement général des Trois Jours de Flandre-Occidentale et termine septième de Paris-Roubaix. Il est sélectionné pour le contre-la-montre et remplaçant pour la course en ligne des championnats du monde de Richmond.
En 2016, il est atteint d'une fracture du sternum lors du Tour de l'Algarve. Il ne peut participer à la fin du mois de février aux premières semi-classiques belges pour lesquelles sa participation était annoncée. Peu après, il se blesse au tendon d'achille en faisant ses courses au supermarché (sa petite amie lui est rentrée dedans avec un caddie) et doit déclarer forfait pour les classiques flandriennes,. En fin de saison, il devient avec la formation Etixx-Quick Step champion du monde du contre-la-montre par équipes et se classe septième du contre-la-montre individuel.
En 2017, grâce au collectif de son équipe, il gagne en solitaire À travers les Flandres, son premier succès sur le World Tour. Il est également champion de Belgique du contre-la-montre et gagne à la fin de l'été, la deuxième étape du Tour d'Espagne en anticipant le sprint dans le dernier kilomètre. Il porte le maillot rouge de leader du général pendant une journée.

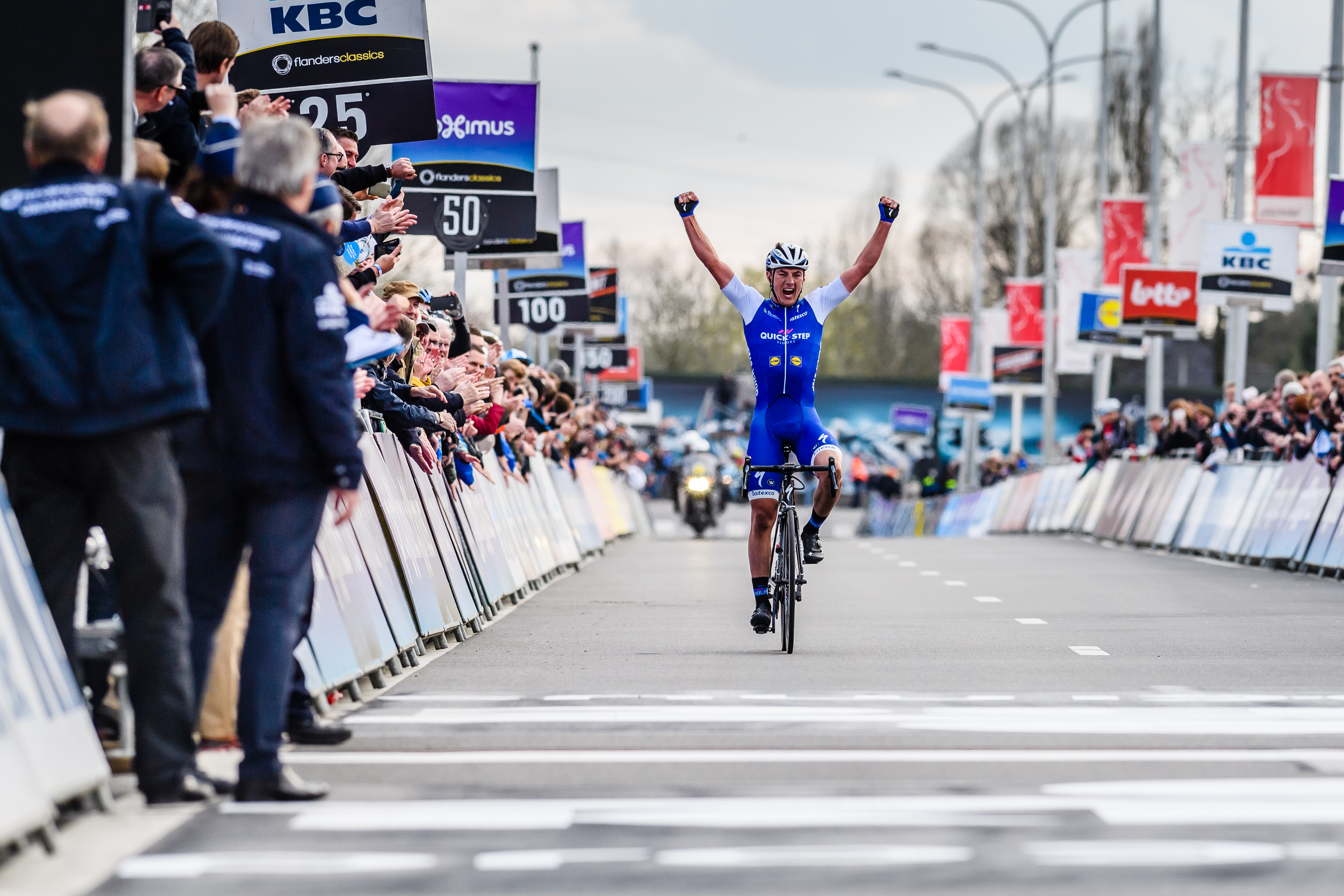
Yves Lampaert remporte À travers les Flandres 2017.

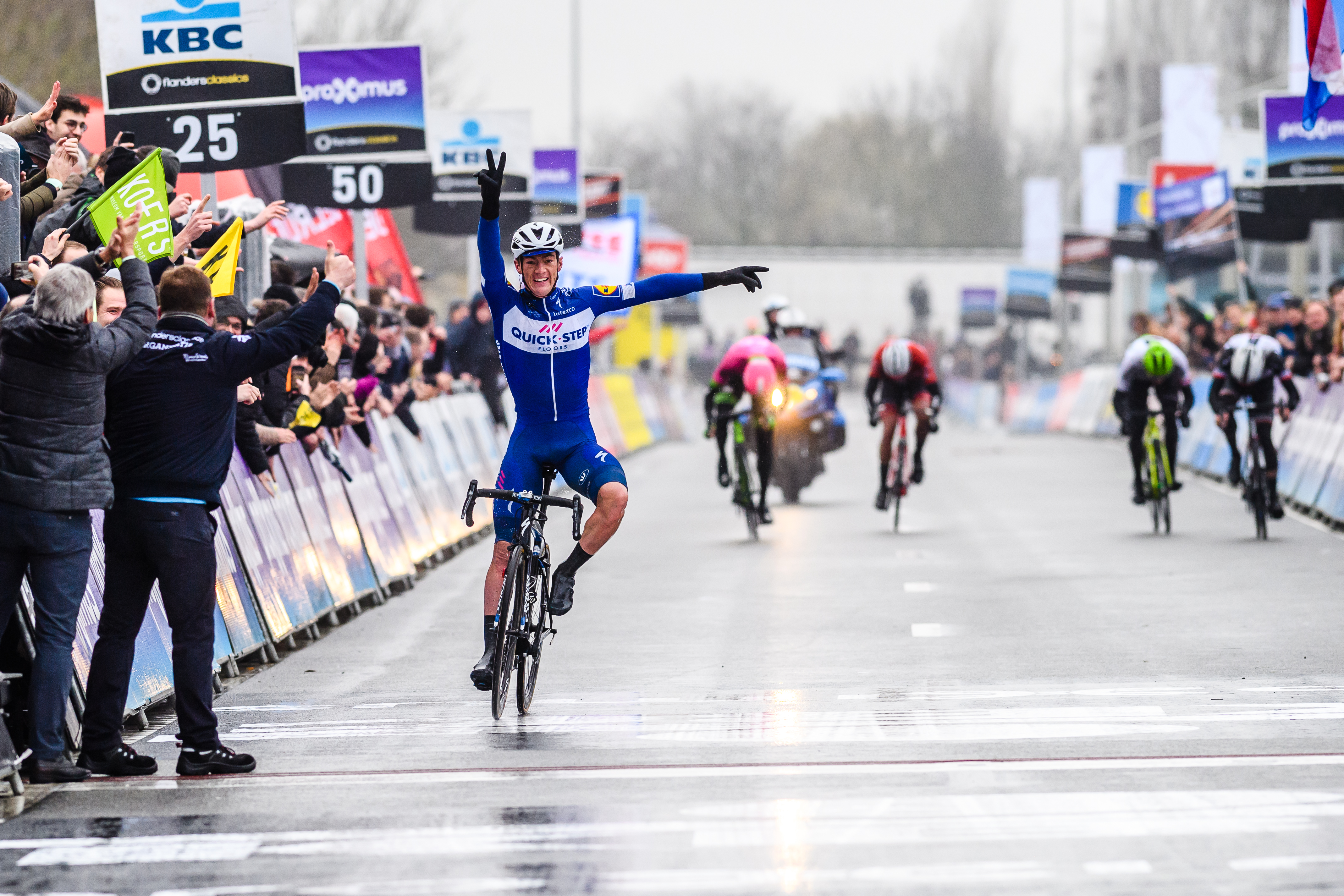
Yves Lampaert remporte À travers les Flandres 2018.

L'année suivante, il répète son succès sur À travers les Flandres en attaquant dans le dernier kilomètre. En juin, il est champion de Belgique sur route. Sélectionné pour représenter son pays aux championnats d'Europe de cyclisme sur route en août 2018, il se classe quatrième de l'épreuve contre-la-montre. Le même mois, il termine cinquième de la première édition de la Great War Remembrance Race, une nouvelle course cycliste disputée en Belgique. En fin d'année, il est pour la deuxième fois champion du monde du contre-la-montre par équipes.
En 2019, il réussit une bonne campagne de classiques et termine notamment troisième de Paris-Roubaix, remporté par son coéquipier Philippe Gilbert. En mai, il remporte un contre-la-montre individuel sur le Tour de Suisse. Fin juillet, il est présélectionné pour représenter son pays aux championnats d'Europe de cyclisme sur route. Il s'adjuge à cette occasion la septième place du contre-la-montre individuel, ainsi que la seconde place de la course en ligne. Il remporte le Tour de Slovaquie en septembre.
Lors d'une saison 2020 perturbée par la pandémie de Covid-19, Yves Lampaert termine deuxième du Circuit Het Nieuwsblad, battu dans un sprint à deux par Jasper Stuyven. En août, il subit une fracture de la clavicule lors d'une chute sur Milan-Turin. Il doit renoncer à participer au Tour de France. En octobre, il retrouve son meilleur niveau pour les classiques. Quatrième du BinckBank Tour, il est ensuite septième de Gand-Wevelgem et cinquième du Tour des Flandres, puis conclut sa saison par un succès en solitaire sur les Trois Jours de Bruges-La Panne, une classique du World Tour.
Il est moins en réussite lors de la campagne de classiques 2021, où il est souvent victime de malchance dans les moments importants. Son meilleur résultat est une quatrième place sur À travers les Flandres.
Le 1er juillet 2022, il remporte la première étape du Tour de France avec le meilleur temps du contre-la-montre à Copenhague. À 31 ans, c’est sa première victoire sur une étape de la Grande Boucle. Il endosse le maillot jaune mais le perd le lendemain au profit de Wout van Aert. En novembre, Quick-Step Alpha Vinyl annonce la prolongation du contrat de Lampaert jusqu'en fin d'année 2025.
En 2023, ses meilleurs résultats sont des troisièmes places sur la Classic Bruges-La Panne et le Renewi Tour.
Le 9 juin 2024, il remporte la 1re étape du Tour de Suisse disputée contre-la-montre sur 4,5 km dans les rues de Vaduz au Liechtenstein et endosse le maillot jaune qu'il porte pendant deux étapes avant de le céder à Alberto Bettiol.

## Palmarès

### Palmarès par année

#### Junior et espoir
- 2010
  - 2e du Mémorial Danny Jonckheere
- 2011
  - 2e du championnat de Flandre-Occidentale sur route espoirs
  - 3e du Tour du Brabant flamand
  - 3e de l'Omloop van de Grensstreek
- 2012
  -  Champion de Belgique du contre-la-montre espoirs
  - Champion de Flandre-Occidentale sur route espoirs
  - Champion de Flandre-Occidentale du contre-la-montre espoirs
  - 1re étape des Deux Jours du Gaverstreek
  - 2e des Deux Jours du Gaverstreek
  - 2e de Paris-Roubaix espoirs
  - 2e de l'Internatie Reningelst

#### Professionnel
| - 2013 - Grand Prix de la ville de Geel - 2014 - Arnhem Veenendaal Classic - 2015 - Trois Jours de Flandre-Occidentale : - Classement général - 1re étape - 2e du championnat de Belgique du contre-la-montre - 2e du Ster ZLM Toer - Médaillé d'argent au championnat du monde du contre-la-montre par équipes - 7e de Paris-Roubaix - 2016 - Champion du monde du contre-la-montre par équipes - 2e du championnat de Belgique du contre-la-montre - 6e du championnat d'Europe du contre-la-montre - 7e du championnat du monde du contre-la-montre - 2017 - Champion de Belgique du contre-la-montre - À travers les Flandres - Gullegem Koerse - 2e étape du Tour d'Espagne - 2018 - Champion du monde du contre-la-montre par équipes - Champion de Belgique sur route - À travers les Flandres - 2e de Binche-Chimay-Binche - 3e du championnat de Belgique du contre-la-montre - 4e du championnat d'Europe du contre-la-montre - 2019 - Gullegem Koerse - 8e étape du Tour de Suisse (contre-la-montre) - Classement général du Tour de Slovaquie - Médaillé d'argent du championnat d'Europe sur route - 2e du championnat de Belgique du contre-la-montre - 3e de Paris-Roubaix - 3e du Tour d'Allemagne - 7e du Circuit Het Nieuwsblad - 7e du championnat d'Europe du contre-la-montre - 8e d'À travers les Flandres | - 2020 - Trois Jours de Bruges-La Panne - 2e du Circuit Het Nieuwsblad - 4e du BinckBank Tour - 5e du Tour des Flandres - 7e de Gand-Wevelgem - 2021 - Champion de Belgique du contre-la-montre - 7e étape du Tour de Grande-Bretagne - 2e du Tour de Belgique - 2e de la Flèche de Heist - 3e d'À travers le Hageland - 4e d'À travers les Flandres - 5e de Paris-Roubaix - 2022 - 3e étape du Tour de Belgique (contre-la-montre) - 1re étape du Tour de France (contre-la-montre) - 2e du championnat de Belgique du contre-la-montre - 9e du championnat du monde du contre-la-montre - 10e de Paris-Roubaix - 2023 - 3e de la Classic Bruges-La Panne - 3e du Renewi Tour - 6e de la Bemer Cyclassics - 9e du championnat d'Europe du contre-la-montre - 2024 - 1re étape du Tour de Suisse (contre-la-montre) - 2e de la Gullegem Koerse - 2025 - 2e de la Gullegem Koerse |  |

### Résultats sur les grands tours

#### Tour de France
5 participations
- 2018 : 80e
- 2019 : 133e
- 2022 : 120e, vainqueur de la 1re étape (contre-la-montre),  maillot jaune pendant 1 jour
- 2023 : 104e
- 2024 : 125e

#### Tour d'Espagne
2 participations
- 2016 : 113e
- 2017 : 136e, vainqueur de la 2e étape,  maillot rouge pendant 1 jour

### Classements mondiaux
| Année                                 | 2012 | 2013 | 2014 | 2015 | 2016 | 2017 | 2018 | 2019 | 2020 | 2021 | 2022 | 2023 | 2024 |
| ------------------------------------- | ---- | ---- | ---- | ---- | ---- | ---- | ---- | ---- | ---- | ---- | ---- | ---- | ---- |
| UCI World Tour                        |      |      |      | 99e  | 219e | 83e  | 75e  |      |      |      |      |      |      |
| Classement mondial                    |      |      |      |      | 240e | 106e | 71e  | 36e  | 21e  | 45e  | 154e | 78e  | 366e |
| UCI Europe Tour                       | 386e | 164e | 49e  |      | 185e | 332e | 98e  | 26e  | 19e  | 37e  | 128e | 64e  | nc   |
| UCI Asia Tour                         | nc   | nc   | nc   |      | 97e  | nc   | 504e |      |      |      |      |      |      |
|                                       |      |      |      |      |      |      |      |      |      |      |      |      |      |
| Légende : nc = non classéSource : UCI |      |      |      |      |      |      |      |      |      |      |      |      |      |

## Distinctions
- 2018 : Trophée Flandrien